# 奥斯蒂诺鲨属
奥斯蒂诺鲨属（学名：Ostenoselache）是一类已灭绝的鲨鱼，属于鲨鳐下纲。它生活在早侏罗纪的意大利，它的特点是吻部异常细长。

## 描述
奥斯蒂诺鲨属拥有非常特殊的体型，与任何现存或已灭绝的鲨鱼都非常不同。它的身体非常纤细（因此学者们非正式地将其命名为瘦鲨（skinny shark）），总的来说，奥斯蒂诺鲨属的最大长度可达30厘米左右。脊柱由大约150块螺旋形椎骨组成。
头骨虽然在大多数标本中保存得很差，但非常特别：眼眶很大，而下颌又长又薄，有大约30颗只有一个牙尖的简单牙齿。头骨延伸形成细长而扁平的吻部，远远伸出口腔；吻部与锯鳐、锯鲨等动物完全不同，由一个结构复杂的软骨骨架组成，该软骨骨架有一系列向前突出的分支。
鳍鲜为人知，但许多标本保留了形成雄性骨盆附属物的额外软骨。肛门很靠前，尾巴很长。奥斯蒂诺鲨属是目前已知唯一只有一条长尾鳍的鲨鱼，其从肛门延伸到尾巴尖，并由许多桡骨软骨支撑。

### 带电的鲨鱼？
克里斯托弗·达芬（Christopher Duffin）在1998年研究了奥斯蒂诺鲨属，按照他的说法，唯一与这种动物大致相似的鱼类是电鳗目的现有代表，其中还包括电鳗（Electrohorus electricus）。和后者一样，奥斯蒂诺鲨属也有一条长长的尾巴，唯一的鳍是一条很长的臀鳍；现生的电鳗具有可以覆盖其身体长度80%的电器官（即产生电场的发电器官），以及可以感知该电场扭曲的感觉器官。根据达芬的说法，奥斯蒂诺鲨属也拥有类似的身体器官，头上奇怪的结构可能是一个生物电感受器。

## 古生物学
奥斯蒂诺鲨属的肠道和其他器官的前置以及尾部的显著扩张表明，尾部肌肉可以被修饰以形成电器官。归功于奥斯蒂诺鲨属产生的电场，其可以在其生活的浑浊河口水域中确定方向。由于藻类腐烂，奥斯蒂诺鲨属生活的水域变得浑浊。
据推测，由于细长的颅骨结构，奥斯蒂诺鲨属可以检测电场，并且它也能够真正做到放电。能够模拟奥斯蒂诺鲨属放电的电鳗能够产生600伏的电流，既可以捕食也可以自卫。无论如何，奥斯蒂诺鲨属的小体型难以使其做到高效放电。奥斯蒂诺鲨属的许多化石遗骸都是在一种大型袋头纲甲壳类动物奥斯蒂诺虾属的化石中发现的，这种动物显然以奥斯蒂诺鲨属为食。

## 分类
尽管有来自意大利奥斯蒂诺（Osteno）矿床的大约五十个保存完好的标本，但由于其高度独特的形态，奥斯蒂诺鲨属的分类地位尚不清楚。达芬于1998年将这种动物描述为新鲨类的代表；然而，其他学者倾向于将其归类于一个单独的奥斯蒂诺鲨科，与同时代的古棘鲨科有很大区别。
奥斯蒂诺鲨属当然不是唯一的带电软骨鱼，现生的电鳐目拥有相当强大的发电器官，但最早出现在始新世。因此，奥斯蒂诺鲨属是已知最古老的带电软骨鱼，也是唯一一种演化出蛇形形态的带电软骨鱼。